# Муминова, Назокат
Назокат Муминова (30 июня 1925 года, Ходжент) — звеньевая колхоза имени Максима Горького Ворошиловабадского района Сталинабадской области, Таджикская ССР. Герой Социалистического Труда (1948).

## Биография
Родилась в 1925 году в Ходженте. Окончила школу в Ленинабаде. В послевоенные годы трудилась рядовой колхозницей, звеньевой комсомольско-молодёжного хлопководческого звена в колхозе имени Максима Горького Ворошиловабадского района.
В 1947 году звено под руководством Нозакат Муминовой собрало в среднем с каждого гектара по 61,5 центнеров египетского хлопка на участке площадью 3 гектара. Указом Президиума Верховного Совета СССР от 1 марта 1948 года удостоена звания Героя Социалистического Труда за «получение высокого урожая хлопка при выполнении колхозом обязательных поставок и натуроплаты за работу МТС в 1947 году и обеспеченности семенами зерновых культур для весеннего сева 1948 года» с вручением ордена Ленина и золотой медали «Серп и Молот».
Этим же Указом звание Героя Социалистического Труда получила труженица колхоза имени Максима Горького звеньевая Хабибахон Мирзаджанова.
В 1980 году вышла на пенсию. Персональный пенсионер союзного значения.